# Cincy Powell
Cincinnatus Powell, detto Cincy (Baton Rouge, 25 febbraio 1942 – Dallas, 9 gennaio 2023), è stato un cestista statunitense, professionista nella ABA.

## Carriera
Venne selezionato dai St. Louis Hawks all'ottavo giro del Draft NBA 1965 (66ª scelta assoluta).

## Palmarès
- All-ABA Team: 1

Second Team: 1968
- ABA All-Star: 2

1970, 1971
- Quindicesimo miglior marcatore di sempre ABA
- Sedicesimo miglior marcatore di sempre per numero di punti segnati nei Playoff ABA
- Quindicesimo migliore rimbalzista di sempre ABA
- Sedicesimo per numero di tiri liberi realizzati nella storia dell'ABA
- Trentunesimo per numero di assist di sempre ABA